# Бернатка
Бернатка (пол. Biernatka, нім. Bärenhütte) — село в Польщі, у гміні Чарне Члуховського повіту Поморського воєводства.
Населення — 110 осіб (2011).
У 1975-1998 роках село належало до Слупського воєводства.

## Демографія
Демографічна структура станом на 31 березня 2011 року:
|          | Загалом | Допрацездатний вік | Працездатний вік | Постпрацездатний вік |
| -------- | ------- | ------------------ | ---------------- | -------------------- |
| Чоловіки | 60      | 15                 | 38               | 7                    |
| Жінки    | 50      | 10                 | 29               | 11                   |
| Разом    | 110     | 25                 | 67               | 18                   |